# Espaço de liberdade, de segurança e de justiça
O espaço de liberdade, segurança e justiça (ELSJ) é um conjunto de políticas de assuntos internos e de justiça destinadas a garantir a segurança, os direitos e a livre circulação na União Europeia (UE). As áreas abrangidas incluem a harmonização do direito internacional privado, acordos de extradição entre os estados-membros, políticas de controlo das fronteiras internas e externas, vistos de viagem comuns, políticas de imigração e de asilo e cooperação policial e judiciária.
À medida que as fronteiras internas foram eliminadas na UE, a cooperação policial transfronteiriça teve de aumentar para combater a criminalidade transfronteiriça. Alguns projetos notáveis relacionados com esta área são o Mandado de Detenção Europeu, o Espaço Schengen e as patrulhas da Frontex.

## Organização
O espaço está sob a alçada do Comissário Europeu para a Justiça, Direitos Fundamentais e Cidadania e do Comissário Europeu para os Assuntos Internos. Estes comissários tratam dos seguintes assuntos: cidadania da UE; combate à discriminação, drogas, crime organizado, terrorismo, tráfico de pessoas; livre circulação de pessoas, asilo e imigração; cooperação judiciária em matéria civil e penal; cooperação policial e aduaneira; para além de todos estes assuntos em relação aos países entrantes à UE.
Os departamentos competentes da Comissão Europeia são a Direção-Geral de Justiça e a Direção-Geral dos Assuntos Internos. No entanto, existem também o Eurojust e a Europol, que desenvolvem a cooperação judiciária e policial, respetivamente. Relacionados com este último existem também a Agência da União Europeia para a Formação Policial (CEPOL), a Força Tarefa dos Chefes de Polícia Europeus (European Police Chiefs Task Force) e a Frontex.

## Ações
Ao longo dos anos, a UE desenvolveu uma vasta competência no domínio da justiça e dos assuntos internos. Para o efeito, foram criadas agências que coordenam as ações associadas: a Europol para a cooperação das forças policiais, o Eurojust para a cooperação entre procuradores e a Frontex para a cooperação entre as autoridades de controlo fronteiriço. A UE também opera o Sistema de Informação de Schengen (SIS), que fornece uma base de dados comum para as autoridades policiais e de imigração em todo o Espaço Schengen sem fronteiras.
Além disso, a União legisla em domínios como a extradição (como o Mandado de Detenção Europeu), o direito da família, o direito do asilo e a justiça criminal. As proibições contra a discriminação sexual e de nacionalidade têm uma longa tradição nos tratados. Em anos mais recentes, estes foram complementados por poderes para legislar contra a discriminação baseada em raça, religião, deficiência, idade e orientação sexual. Em virtude destes poderes, a UE promulgou legislação sobre discriminação sexual no local de trabalho, discriminação por idade e discriminação racial.

## Crimes europeus
Em 2006, um derramamento de resíduos tóxicos na costa da Costa do Marfim, de um navio europeu, levou a Comissão a analisar a legislação contra os resíduos tóxicos. O comissário do Ambiente, Stavros Dimas, afirmou que "um lixo tão altamente tóxico nunca deveria ter saído da União Europeia". Com países como a Espanha nem sequer tendo uma lei contra o envio dos resíduos tóxicos, Franco Frattini, o Comissário da Justiça, da Liberdade e da Segurança, propôs com Dimas a criação de sentenças criminais para "crimes ecológicos". O seu direito de implementar isto foi contestado em 2005 no Tribunal de Justiça, resultando numa vitória para a Comissão. Esta decisão abriu um precedente de que a Comissão, numa base supranacional, pode legislar em direito penal. Até agora, porém, a único outra utilização foi a diretiva dos direitos de propriedade intelectual. Foram apresentadas moções no Parlamento Europeu contra esta legislação com base no fato de o direito penal não ser da competência da UE, mas foram rejeitadas em votação. No entanto, em outubro de 2007, o Tribunal de Justiça decidiu que a Comissão não poderia propor quais poderiam ser em concreto as sanções penais, apenas que deveriam existir.
A Comissão Europeia compilou sete ofenças que se tornaram crimes europeus. Os sete crimes anunciados pela Comissão são a contrafação de notas e moedas de euro; fraude de cheque e cartão de crédito; lavagem de dinheiro; tráfico de pessoas; hacking de computador e ataques de vírus; corrupção no setor privado; e poluição marinha. Os possíveis futuros crimes da UE propostos são a discriminação racial e o incitamento ao ódio racial; comércio de órgãos; e corrupção na adjudicação de contratos públicos. Também será definido o grau da pena, incluindo a duração da sentença de prisão, que se aplicaria a cada crime.

## História
Os primeiros passos na cooperação em matéria de segurança e justiça na UE começaram em 1975, quando foi criado o grupo TREVI, composto pelos ministros da Justiça e dos Assuntos Internos dos estados-membros. A primeira cooperação real foi a assinatura da Convenção de Aplicação de Schengen em 1990, que abriu as fronteiras internas da UE e estabeleceu o Espaço Schengen. Paralelamente, o Regulamento de Dublim promoveu a cooperação policial.
A cooperação em políticas como a imigração e a cooperação policial foi formalmente introduzida no Tratado de Maastricht, que estabeleceu a Justiça e Assuntos Internos (JAI) como um dos “três pilares” da UE. O pilar Justiça e Assuntos Internos foi organizado numa base intergovernamental com pouco envolvimento das instituições supranacionais da UE, como a Comissão Europeia e o Parlamento Europeu. No âmbito deste pilar, a UE criou o Centro Europeu de Monitorização das Drogas e Toxicodependência (European Monitoring Centre for Drugs and Drug Addiction, CEMDTD) em 1993 e a Europol em 1995. Em 1997, a UE adotou um plano de ação contra o crime organizado e criou o Centro Europeu de Monitorização do Racismo e da Xenofobia (European Monitoring Centre on Racism and Xenophobia, EUMC). Em 1998, foi criada a Rede Judiciária Europeia em Matéria Penal (European Judicial Network, EJN).
A ideia de um Espaço de liberdade, de segurança e de justiça foi introduzida em maio de 1999, no Tratado de Amesterdão, que afirmava que a UE deveria "manter e desenvolver a União como um espaço de liberdade, de segurança e de justiça, no qual a livre circulação de pessoas é assegurada em conjunto com as medidas adequadas em matéria de controlo das fronteiras externas, asilo, imigração e prevenção e combate ao crime". O primeiro programa de trabalho que pôs em prática esta disposição foi acordado em Tampere, Finlândia, em outubro de 1999. Posteriormente, o programa de Haia, acordado em novembro de 2004, estabeleceu outros objetivos a serem alcançados entre 2005 e 2010.
O Tratado de Amesterdão também transferiu os domínios do asilo, da imigração e da cooperação judiciária em matéria civil de JAI para o pilar da Comunidade Europeia, passando o restante a denominar-se Cooperação Policial e Judiciária em Matéria Penal (CPJ).
Durante este tempo, outros avanços foram feitos. Em 2000 foi criada a Academia Europeia de Polícia juntamente com numerosas convenções e acordos. O Tratado de Nice consagrou o Eurojust nos tratados da UE e em 2001 e 2002 foram criadas o Eurojust, o Eurodac, a Rede Judiciária Europeia em Matéria Civil e Comercial (European Judicial Network in Civil and Commercial Matters, EJNCC) e a Rede Europeia de Prevenção do Crime (European Crime Prevention Network, EUCPN). Em 2004, a UE nomeou um coordenador antiterrorismo em resposta aos atentados de 2004 nos comboios (trens) de Madrid e entrou em vigor o Mandado de Detenção Europeu (acordado em 2002).
O Tratado de Lisboa que entrou em vigor em 2009 aboliu a estrutura de pilares, reunindo as áreas separadas em Amesterdão. O Parlamento Europeu e o Tribunal de Justiça tiveram uma palavra a dizer sobre toda esta área, enquanto o Conselho passou a votar por maioria para as restantes questões da CPJ. A Carta dos Direitos Fundamentais também ganhou força jurídica e a Europol foi integrada no quadro jurídico da UE. Com a entrada em vigor do Tratado de Lisboa, o Conselho Europeu adotou o Programa de Estocolmo para fornecer ação da UE para o desenvolvimento desta área nos próximos cinco anos.

## Justiça
Houve críticas de que as atividades da UE se têm concentrado demasiado na segurança e não na justiça. Por exemplo, a UE criou o Mandado de Detenção Europeu, mas não há direitos comuns para os arguidos detidos ao abrigo do mesmo. Com os poderes reforçados sob Lisboa, a segunda Comissão Barroso criou um comissário dedicado para a justiça (anteriormente combinado com a segurança numa única pasta) que obriga os estados-membros a fornecer relatórios sobre a implementação da Carta dos Direitos Fundamentais. Além disso, a Comissão tem vindo a apresentar propostas para direitos comuns para os arguidos (como a interpretação), normas mínimas para as condições das prisões e garantir que as vítimas de crimes sejam tratadas adequadamente onde quer que estejam na UE. Pretende-se com isto criar um Espaço Judiciário Comum onde cada sistema possa confiar um no outro.

## Derrogações (opt-outs)

Espaço de liberdade, de segurança e de justiça (ELSJ):
Estados que participam plenamente
Estados com derrogação (opt-out) que podem optar caso a caso
Estados com derrogação (opt-out)

A Dinamarca e a Irlanda têm várias opções de exclusão das disposições do controlo das fronteiras, política de asilo, cooperação policial e judiciária que fazem parte do Espaço de liberdade, de segurança e de justiça (ELSJ). Enquanto a Irlanda tem autorizações (opt-ins) que lhe permitem participar da legislação caso a caso, a Dinamarca está totalmente fora do Espaço de liberdade, de segurança e de justiça (ELSJ).
No entanto, a Dinamarca tem aplicado integralmente o acervo (acquis) de Schengen desde 25 de março de 2001, mas numa base intergovernamental.
O Reino Unido (um antigo estado-membro da UE que tinha uma derrogação, opt-out, tal como a Irlanda) apresentou um pedido de participação em várias áreas do acervo (acquis) de Schengen, incluindo as disposições da Cooperação Policial e Judiciária (CPJ), em março de 1999. O seu pedido foi aprovado por uma decisão do Conselho em 2000 e plenamente executado por uma decisão do Conselho da UE com efeitos a partir de 1 de janeiro de 2005.
Embora a Irlanda também tenha solicitado a participação nas disposições da Cooperação Policial e Judiciária (CPJ) do acervo (acquis) de Schengen em junho de 2000 e tenha sido aprovada por uma decisão do Conselho em 2002, tal não foi implementado.

## Ampliando a perspetiva da segurança e proteção
O papel crescente da União Europeia na coordenação das políticas internas de segurança e proteção é apenas parcialmente captado ao analisar a formulação das políticas no Espaço de liberdade, segurança e justiça (ELSJ). Nos outros (antigos) pilares da UE, podem ser encontradas iniciativas relacionadas com a segurança alimentar, a segurança da saúde, a proteção das infraestruturas, a luta contra o terrorismo e a segurança energética. Novas perspectivas e conceitos foram introduzidos para examinar o mais amplo papel da UE na segurança interna para a UE, como o "espaço político de proteção" da UE ou a "governança da segurança" interna. Além disso, a cooperação da UE não abrangida por uma visão limitada do Espaço de liberdade, segurança e justiça (ELSJ) – nomeadamente a cooperação da UE durante emergências urgentes e crises complexas – tem recebido cada vez mais atenção.
Houve propostas da Comissão Europeia para melhorar a agência fronteiriça Frontex, que é responsável por supervisionar a segurança das fronteiras externas da UE. Este novo órgão, chamado Agência Europeia da Guarda de Fronteiras e Costeira, envolve ter um grupo de guardas armados, vindos dos diferentes estados-membros da UE, que podem ser enviados aos países da UE com três dias de antecedência. A Agência Europeia da Guarda de Fronteiras e Costeira funciona mais como supervisora. As agências fronteiriças dos países anfitriões mantêm o seu controlo quotidiano, e o pessoal da nova agência é obrigado a se submeter à direção do país onde estão implantados. No entanto, as intervenções podem acontecer contra a vontade do país anfitrião. Eles incluem casos como a "pressão migratória desproporcional" que ocorre na fronteira de um país. Para que esta intervenção aconteça, a nova agência de fronteira tem que obter o consentimento da Comissão Europeia. Sob estas propostas, os guardas de fronteira estão autorizados a portar armas. A agência também pode adquirir o seu próprio suprimento de navios-patrulha e de helicópteros.